# Честер Тауншип (Пенсилванија)
Честер Тауншип (енгл. Chester Township) град је у америчкој савезној држави Пенсилванија.

## Демографија
По попису из 2000. године број становника је 4.604.
| Група             | 2000.         | 2010.    |
| Белци             | 1.022 (22,2%) | 0 (0,0%) |
| Афроамериканци    | 3.376 (73,3%) | 0 (0,0%) |
| Азијати           | 27 (0,6%)     | 0 (0,0%) |
| Хиспаноамериканци | 95 (2,1%)     | 0 (0,0%) |
| Укупно            | 4.604         | 0        |